# Хольст, Генри
Генри Хольст (дат. Henry Holst; 25 июля 1899, Себю — 19 октября 1991, Копенгаген) — датский скрипач и музыкальный педагог.

## Биография
Сын школьного учителя, руководившего в своём городке любительским квартетом. Учился в Копенгагенской консерватории у Акселя Гаде (скрипка) и Карла Нильсена (гармония). В 18 лет выступил в Копенгагене с дебютным концертом. Затем учился также у Эмиля Тельманьи и Вилли Хесса.
В 1923 г. выиграл у четырнадцати соперников конкурсный отбор на место концертмейстера Берлинского филармонического оркестра и занимал это место до 1931 года. Затем работал в Великобритании как профессор Манчестерского колледжа музыки (1931—1946) и Королевского колледжа музыки (1946—1954), одновременно концертируя как солист и ансамблист. Исполнил европейскую премьеру концерта для скрипки с оркестром Уильяма Уолтона, выступал в составе квартета Филармония, оставив ряд записей (Моцарт, Бетховен, Шуберт). Высокую оценку получила запись скрипичной сонаты Арнольда Бакса вместе с пианистом Франком Мерриком.
После 1953 г. работал на родине, был профессором Копенгагенской консерватории, в 1961—1963 гг. преподавал в Токио. Выступал в составе фортепианного трио с Эстер Вагнинг и Эрлингом Блёндалем Бенгтссоном.